# Bataille de Tom's Brook
Guerre de Sécession
Batailles
- Guard Hill
- Summit Point
- Smithfield Crossing
- Berryville
- 3e Winchester
- Fisher's Hill
- Tom's Brook
- Cedar Creek

La bataille de Tom's Brook s'est déroulée le 9 octobre 1864, dans le comté de Shenandoah, en Virginie au cours de la campagne de la vallée de la Shenandoah dirigée par Philip Sheridan lors de la guerre de Sécession. C'est une importante victoire de l'Union, qui est surnommée d'un ton moqueur The Woodstock Races (les courses de Woodstock) en raison de la rapidité de la retraite confédérée.

## Bataille
Après sa victoire à Fisher's Hill, le major général Philip Sheridan poursuit l'armée confédérée de Jubal A. Early de la vallée de la Shenandoah jusqu'à proximité de Staunton. Le 6 octobre, Sheridan commence à se retirer, pendant que sa cavalerie brûle tout ce qui peut être considéré comme d'une importance militaire, y compris des granges et des moulins. Renforcé par la division du major général Joseph B. Kershaw, Early suit. Le major général Thomas L. Rosser arrive de Petersburg pour prendre le commandement de la division confédérée de cavalerie du major général Fitzhugh Lee et harceler le retrait fédéral. 
Le 9 octobre, les troupes de l'Union du brigadier général Alfred Torbert se retournent contre leurs poursuivants, mettant en déroute les divisions de Rosser, dont les cavaliers sont repoussés par Custer dans une manœuvre de flanc le long de la base de Spiker's Hill, au-delà de la Back Road, et de Lunsford L. Lomax, qui est placée dans le voisinage de la Valley Pike, à Tom's Brook. 
Le deux brigades de la division de Custer frappent les trois brigades de la division de Rosser avec une supériorité numérique de plus de 1 000 hommes. Par ailleurs, le terrain, dégagé et avec peu d'obstacles, est propice à un combat de cavalerie. Les troupes confédérées attendent dans des positions solides sur une petite crête surplombant le cours d'eau. Après avoir déterminé le point faible du dispositif de Rosser, Custer fait charger ses troupes contre celui-ci. Merrit fait alors mouvement pour tomber sur les hommes de Lomax et fait la jonction avec les troupes de Custer. Après avoir soutenu l'impact unioniste, les flancs confédérés commencent à céder et Merrit et Custer renouvellent une charge sur l'ensemble du front(p86-87).
Avec cette victoire, la cavalerie de l'Union obtient une écrasante supériorité dans la vallée.

« C'est le général Custer, les Yanks en sont tellement fiers, et j'ai l'intention de lui donner le meilleur coup de fouet aujourd'hui qu'il ait jamais eu. »

— Major général confédéré Tom Rosser à la veille de la bataille.
Jubal Early commente amèrement plus tard sur la brigade de Laurel de Rosser, « le laurier est une vigne courante ».[réf. nécessaire]